# Metin Erksan
Metin Erksan, nacido como İsmail Metin Karamanbey, (1 de enero de 1929 - 4 de agosto de 2012) fue un director de cine turco e historiador de arte.

## Biografía
Erksan nació en Çanakkale. Después de su graduación de la Escuela Secundaria de Pertevniyal en Estambul, estudió Historia del Arte en la Universidad de Estambul. A partir de 1947, escribió en diversos periódicos y resvistas sobre cine. En 1952, debutó en la dirección con las películas Karanlık Dünya y Aşık Veysel’in Hayati, escrito por Bedri Rahmi Eyüboğlu. Ha dirigido dos películas documentales en 1954 con el título de Büyük Menderes Vadisi.
Con Susuz Yaz se hizo con el Oso de Oro del Festival de Berlín en 1964, el primer premio internacional que recibía el cine turco.
Murió el 4 de agosto de 2012 a la edad de 83 años en un hospital de Bakirkoy, Estambul, después de haber sido hospitalizado diez días antes con insuficiencia renal.

## Filmografía
| - Karanlık Dünya / Aşık Veysel'ın Hayatı 1952 - Beyaz Cehennem / Cingöz Recai 1954 - Yol Palas Cinayeti 1955 - Ölmüş Bir Kadının Evrakı Metrukesi 1956 - Dokuz Dağın Efesi 1958 - Hicran Yarası 1959 - Gecelerin Ötesi 1960 - Şoför Nebahat 1960 - Mahalle Arkadaşları 1961 - Oy Farfara Farfara 1961 - Sahte Nikah 1962 - Yılanların Öcü 1962 - Acı Hayat 1962 - Çifte Kumrular 1962 - İstanbul Kaldırımları 1964 - Suçlular Aramızda 1964 - Susuz Yaz 1964 - Sevmek Zamanı 1965 - Ölmeyen Aşk 1966 - Ayrılsak da Beraberiz 1967 | - Kuyu 1968 - İki Günahsız Kız (İki Hikayeli Film) 1969 - Ateşli Çingene 1969 - Dağlar Kızı Reyhan 1969 - Sevenler Ölmez 1970 - Eyvah 1970 - Hicran 1971 - Makber 1971 - Feride 1971 - Keloğlan'la Can Kız 1972 - Süreyya 1972 - Bir İntihar 1973 - Geçmiş Zaman Elbiseleri 1973 - Hanende Melek 1973 - Müthiş Bir Tren 1973 - Sazlık 1973 - Dağdan İnme 1973 - Şeytan 1974 - İntikam Meleği / Kadın Hamlet 1976 - Sensiz Yaşayamam 1977 - Preveze Öncesi 1982 |

## Premios y distinciones
Festival Internacional de Cine de Berlín
| Año  | Categoría  | Película  | Resultado |
| ---- | ---------- | --------- | --------- |
| 1964 | Oso de Oro | Susuz Yaz | Ganador   |